# シュレーフリ記号
シュレーフリ記号（シュレーフリきごう、Schläfli symbol）は、正多胞体を {p,q,r,...} の形で記述する記法。なお日本語ではシュレーフリの記号とも言うが、Schläfli's symbolとはあまり言わない。19世紀スイスの幾何学者ルートヴィヒ・シュレーフリ (Ludwig Schläfli (en), 1814-1895) が発案した。
正多胞体とは、正多角形・正多面体の一般次元への一般化である。なお、線分は1次元、正多角形は2次元、正多面体は3次元の正多胞体とみなす。また、星型正多胞体と正空間充填形を正多胞体に含めて述べる（ただし、正空間充填形は1つ上の次元の正多胞体とみなす）。たとえば、3次元では星型正多面体と正平面充填形を正多面体に含める。
一様多胞体を記述できる拡張シュレーフリ記号 (extended Schläfli symbol) を含めてシュレーフリ記号と言うこともあるが、ここではまず狭義のシュレーフリ記号について述べ、拡張シュレーフリ記号については最後に述べる。

## 定義
次のように再帰的に適用される。
1. 線分のシュレーフリ記号は {} である。
2. 正p角形のシュレーフリ記号は {p}である。
3. n ≧ 3 のとき、各ピークに n - 1 次元正多胞体のファセット {p1, p2, ... ,pn - 2} が q 個集まった n 次元正多胞体のシュレーフリ記号は {p1, p2, ... ,pn - 2, q } である。

ピーク (peak)、リッジ (ridge)、ファセット (facet) とは、n 次元多胞体のそれぞれ n - 3、n - 2、n - 1 次元要素 (element) である。例えば、多面体（3次元多胞体）に対しては頂点（0次元要素）・辺（1次元要素）・面（2次元要素）、4次元多胞体に対しては辺（1次元要素）・面（2次元要素）・セル（3次元要素）である。
ある低次元要素に集まるファセットの様子は、その要素の次元が高いほど単純である。ただし、最も高次元なリッジに集まるファセットは、単純すぎて常に2個であり（たとえば、正多面体の辺には常に2面が集まる）、正多胞体の性質を現さない。そこで、次に高次元な、ピークに集まるファセットの個数を使えば、最も簡潔に多胞体の性質を表すことができる。
非整数は 5/2 のようにスラッシュを使った分数で記述する。分母（先の例では2）は、星型多角形の密度を表す。ピークに集まるファセットも、星型多角形のように密度を持ちえ、その場合分数表記される。

## 性質
n次元正多胞体とそのシュレーフリ記号 {p1,p2,...,pn - 1} には以下の性質がある。
- 数値の個数は n - 1 個である。
- 正多胞体では数値は全て整数だが、星型正多胞体では1つが分数である。
- 3次元以上の狭義の正多胞体では、数値は 3, 4, 5 の3種類しか現れない（星型正多胞体では5/2、ユークリッド空間充填形では6が加わる）。5次元以上では3, 4の2種類しか現れない。
- m 次元要素は m 次元正多胞体 {p1,p2,...,pm - 1} である。
- m 次元要素の近傍の適切な n - m - 1 次元超断面（n - m - 1 次元超平面との共通部分、断面の一般次元への拡張）は、 n - m - 1 次元正多胞体 {pm + 2,pm + 3,...,pn - 1} である。
- 双対多胞体は {pn - 1,pn - 2,...,p1} である。

特に、正多面体とそのシュレーフリ記号 { p, q } には以下の性質がある。
- 面は正 p 角形である。
- 各頂点には q 個の面が集まっている。つまり、頂点近傍の適切な平面での断面は正 q 多角形である。つまり、頂点を切頭すると正 q 多角形が現れる。
- 双対多面体は { q, p } である。

## 例

### 2次元多角形
- 正n角形 - {n}
- 正n/m角形 - {n/m}

### 2次元多角形による平面充填
- 正三角形による平面充填形 - {3,6}
- 正方形による平面充填形 - {4,4}
- 正六角形による平面充填形 - {6,3}

### 3次元多面体
- 正四面体 - {3,3}
- 正六面体（立方体） - {4,3}
- 正八面体 - {3,4}
- 正十二面体 - {5,3}
- 正二十面体 - {3,5}
- 小星型十二面体 - {5/2,5}
- 大十二面体 - {5,5/2}
- 大星型十二面体 - {5/2,3}
- 大二十面体 - {3,5/2}

### 3次元多面体による空間充填
- 立方体による空間充填形 - {4,3,4}

### 4次元多胞体
- 正五胞体 - {3,3,3}
- 正八胞体 - {4,3,3}
- 正十六胞体 - {3,3,4}
- 正二十四胞体 - {3,4,3}
- 正百二十胞体 - {5,3,3}
- 正六百胞体 - {3,3,5}
- 大壮星型百二十胞体[訳語疑問点]（great grand stellated 120-cell） - {5/2,3,3}
- 壮六百胞体[訳語疑問点]（grand 600-cell） - {3,3,5/2}
- 大星型百二十胞体（great stellated 120-cell） - {5/2,3,5}
- 壮百二十胞体[訳語疑問点]（grand 120-cell） - {5,3,5/2}
- 壮星型百二十胞体[訳語疑問点]（grand stellated 120-cell） - {5/2,5,5/2}
- 小星型百二十胞体[訳語疑問点]（stellated 120-cell） - {5/2,5,3}
- 二十面体百二十胞体[訳語疑問点]（icosahedral 120-cell） - {3,5,5/2}
- 大二十面体百二十胞体[訳語疑問点]（great icosahedral 120-cell） - {3,5/2,5}
- 大壮百二十胞体[訳語疑問点]（great grand 120-cell） - {5,5/2,3}
- 大百二十胞体（great 120-cell） - {5,5/2,5}

### 4次元多胞体による4次元空間充填
- 正八胞体による4次元空間充填形 - {4,3,3,4}
- 正十六胞体による4次元空間充填形 - {3,3,4,3}
- 正二十四胞体による4次元空間充填形 - {3,4,3,3}

### 一般次元 (n≧5)
- n-正単体 - {3,3,...,3} (3 が n-1 個)
- n-正測体 - {4,3,3,...,3} (3 が n-2 個)
- n-正軸体 - {3,3,...,3,4} (3 が n-2 個)
- n-正測体による n-次元空間充填形 - {4,3,3,...,3,4} (3 が n-2 個)

## 直積
複数のシュレーフリ記号を { ... } × { ... } × ... × { ... } と記載することで、直積集合を表現できる。

### 3次元の例
- 正p角柱（特にアルキメデスのp角柱） - {} × {p} （{p} × {} でも可）
- 直方体（特に立方体） - {} × {} × {}

## 拡張シュレーフリ記号
シュレーフリ記号を拡張した拡張シュレーフリ記号は、一様多胞体を表すことができる。拡張シュレーフリ記号を含めてシュレーフリ記号ということもある。
一様多胞体とは、各ファセットが1次元低い一様多胞体（必ずしも合同ではない）で、各頂点の近傍が合同な多胞体である。たとえば、一様多面体（3次元一様多胞体）には正多面体、半正多面体、アルキメデスの正角柱、アルキメデスの反正角柱、およびそれらを一般化した星型多面体が含まれる。
なお、一様多胞体は各頂点の近傍が合同なため、拡張シュレーフリ記号以外に、ディンキン図形（コクセター・ディンキン図形）や頂点形状でも記述できる（ただし、4次元以上の一様多胞体の頂点形状を簡潔に記述することは難しい）。一様多面体はワイソフ記号でも記述できる。またすでに述べたとおり、アルキメデスの正角柱（およびその高次元への一般化）はシュレーフリ記号の直積でも記述できる。

### 3次元の例
- アルキメデスのp角柱 - t{2,p}
- アルキメデスの反p角柱 - s{2,p} （正式には {\displaystyle s{\begin{Bmatrix}2\\p\end{Bmatrix}}}）